# Iglesia de Santo Tomás de Aquino (Zaragoza)
La iglesia de Santo Tomás de Aquino o de los Escolapios de Zaragoza es una iglesia barroca del siglo XVIII ubicada en la ciudad de Zaragoza (España), perteneciente a las Escuelas Pías y situada en la avenida César Augusto, número 37. A nivel eclesiástico está dentro de los límites de la parroquia de San Pablo de la que dista unos cientos de metros.
Forma parte de los Bienes de interés cultural de la provincia de Zaragoza, y fue declarada monumento histórico artístico el 29 de diciembre de 1978 con el identificador RI-51-0004324.
Esta iglesia presenta una planta similar a la cercana iglesia de Santiago, aunque sus dimensiones son mucho más reducidas, siguiendo las normas dadas por San José de Calasanz, que recomendaba para su orden templos pequeños y modestos.
Forma parte del Colegio de las Escuelas Pías, donde el pintor Francisco de Goya aprendió sus primeras letras.
Del conjunto original sólo restan la iglesia, el patio y parte del claustro, pues las restantes edificaciones del actual colegio corresponden a reformas posteriores, de mediados del siglo XIX y comienzos del siglo XX.

## Historia
Los Padres Escolapios llegaron a Zaragoza el 27 de octubre de 1731. El 19 de febrero de 1740 abrió sus puertas el colegio de las Escuelas Pías con el patrocinio del prelado Tomás Crespo Agüero. Eclesiasticamente pertenece a la parroquia de San Pablo
La iglesia se construyó entre 1736 y 1740. Fue proyectada y dirigida su ejecución por Francisco de Velasco. Participaron los canteros Juan Bautista Erizmendi y Juan López de Insausti.
La planta es de cruz latina con una sola nave. Tiene el crucero poco acusado y capillas entre los contrafuertes. Las cubiertas son por tramos de cañón con lunetos. La nave se cubre con bóvedas vaídas.
El conjunto es una obra barroca con retablos entre los que destaca el retablo mayor del escultor José Ramírez de Arellano.
Las escuelas pías fueron instituidas bajo el patronazgo del arzobispo de Zaragoza, Tomás Crespo Agüero, en 1733. De este antiguo edificio, en el que estudiaron Francisco de Goya y José de Palafox, sólo se conserva la iglesia y el patio, tras la reforma realizada en los siglos XIX y XX. La nueva fachada fue diseñada por José de Yarza Echenique.
La iglesia de Santo Tomás de Aquino fue construida entre 1736 y 1740 por Francisco Velasco. La sencilla fachada, flanqueada por dos pequeños campanarios, está adornada con tres figuras que rodean la puerta. A derecha e izquierda las imágenes de San Agustín y Santo Tomás de Villanueva y en la parte superior, también en una hornacina, Santo Tomás de Aquino, representado como doctor angélico con alas. En el interior, es de interés el retablo rococó con imágenes de José Ramírez de Arellano.
Bajo el altar dedicado a la Virgen del Pilar se encuentra sepultado el Padre Pedro, Siervo de Dios, que fue maestro de párvulos durante 45 años en este colegio y que tiene abierta causa de canonización. Actualmente la iglesia sede canónica de la Real y Calasancia Cofradía del Prendimiento del Señor y el Dolor de la Madre de Dios.